# Liste Kuseler Persönlichkeiten
Die Liste Kuseler Persönlichkeiten enthält bedeutende Persönlichkeiten mit Bezug zu Kusel, geordnet nach Personen, die in der Stadt geboren wurden, beziehungsweise in Kusel gewirkt haben. Die Liste erhebt keinen Anspruch auf Vollständigkeit.

## Ehrenbürger
- Gustav Adolf Held (1920–2008), Verwaltungsjurist
- Hans Keller (1920–1992), Verwaltungsbeamter
- Gerd Krieger (1920–2010), Mundartdichter

## Söhne und Töchter der Stadt

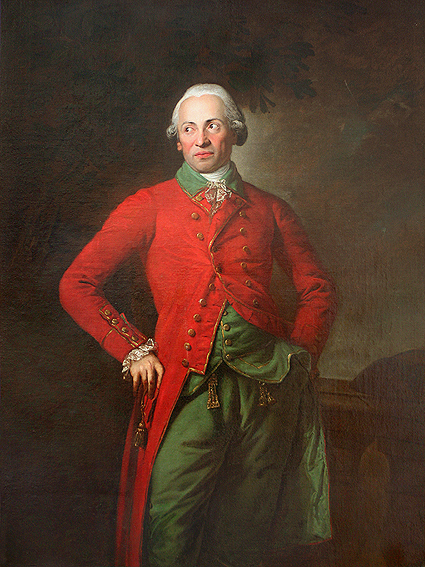
Johann Christian von Hofenfels

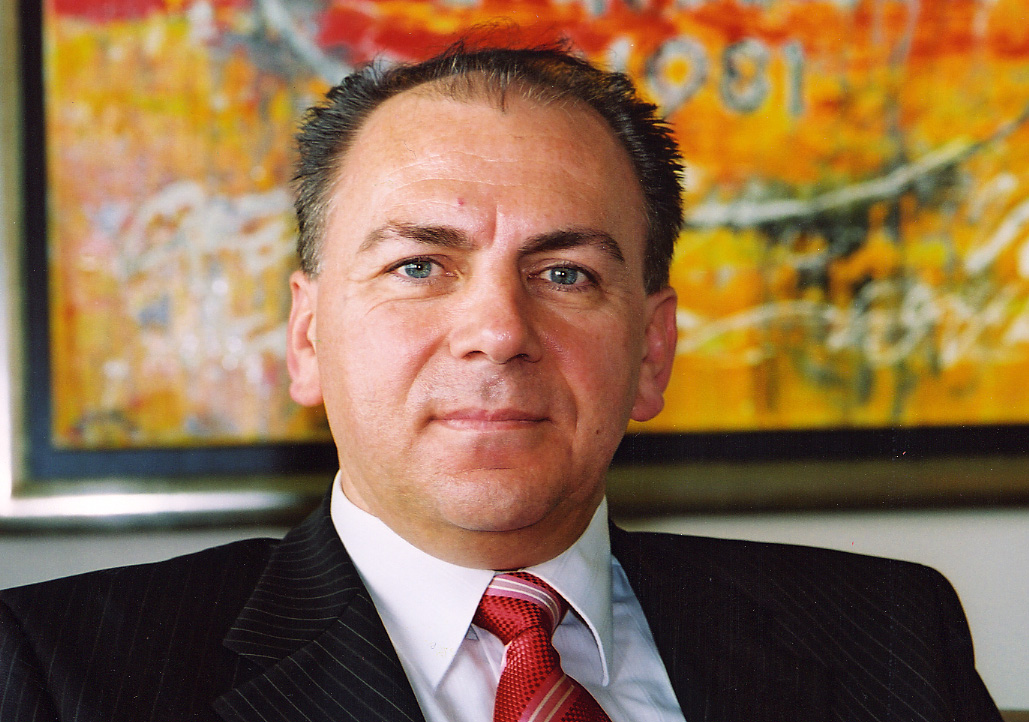
Axel Weber

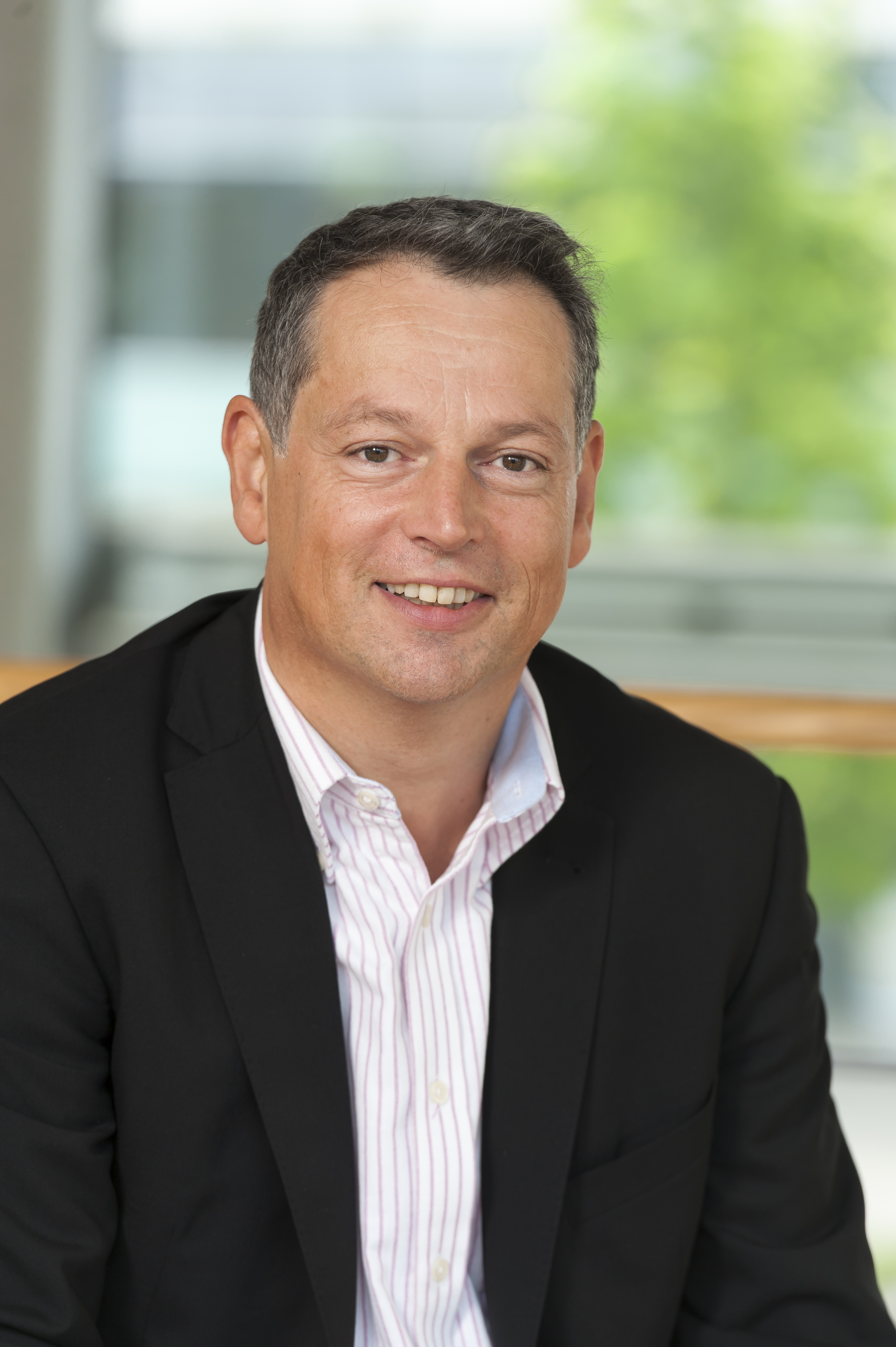
Bernd Eisenstein

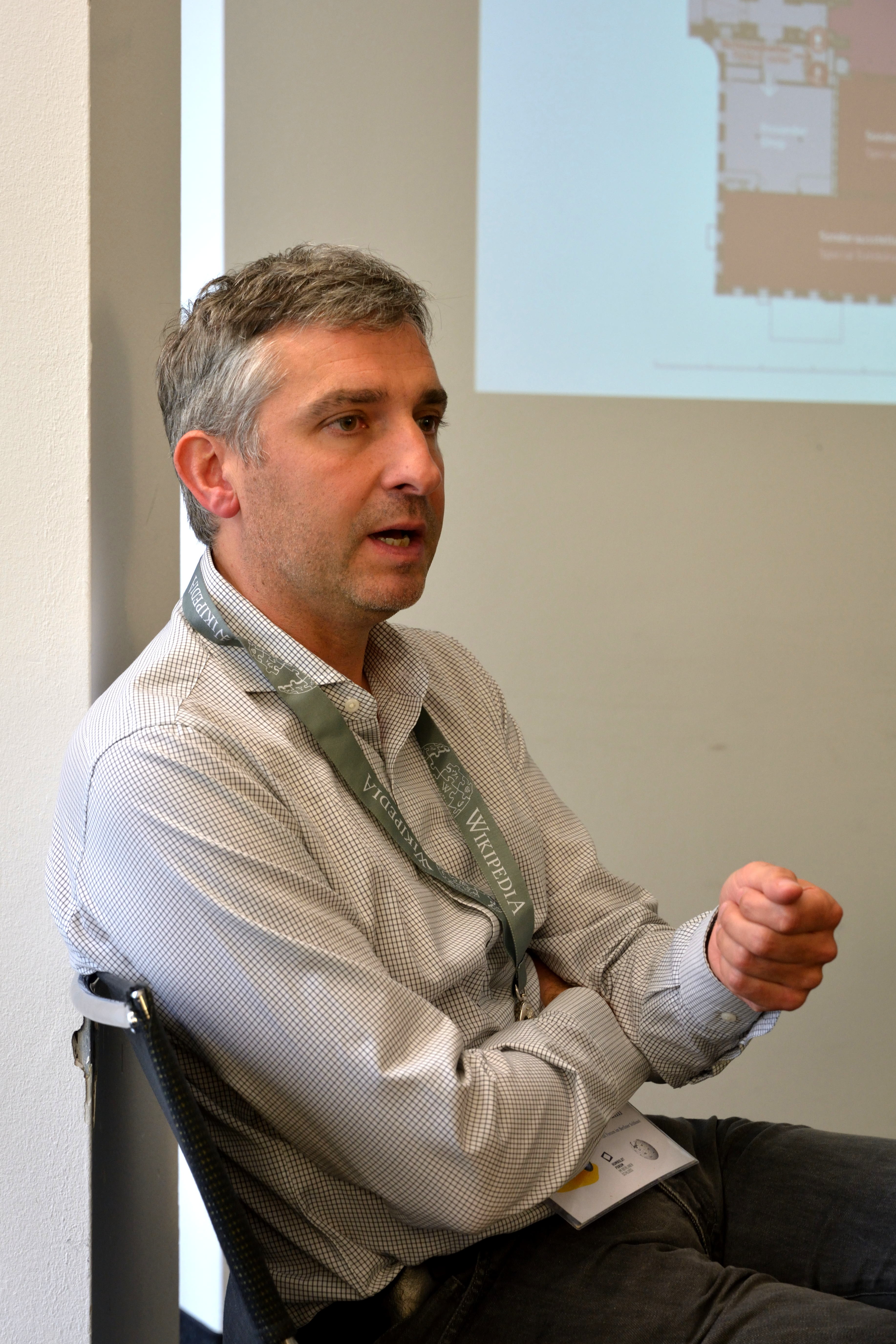
Alfred Hagemann

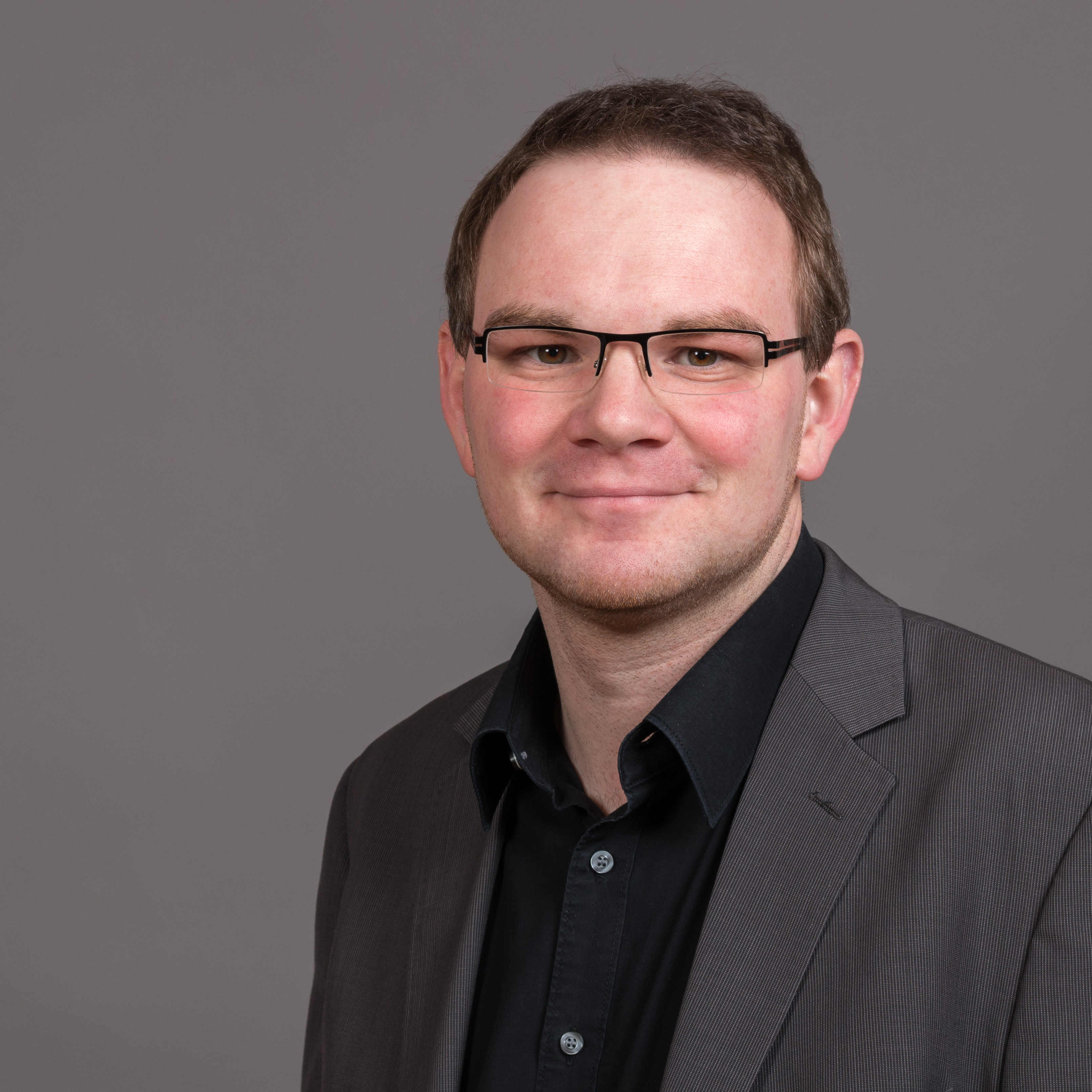
Martin Haller

### Jahrgänge bis 1900
- Johann Christian von Hofenfels (1744–1787), Minister, Staatsmann und Diplomat
- Wilhelm Daniel Joseph Koch (1771–1849), Mediziner und Botaniker; Bruder:
- Carl Ludwig Koch (1778–1857), Forstmann und Zoologe, als Entomologe und Arachnologe bekannt; Bruder:
- Ludwig Christian von Koch (1778–1855), Gerichtspräsident und Reichsrat
- Karl Kaerner (1804–1869), Bauingenieur
- Anton Nickel (1805–1874), Jurist
- Ludwig Ottmann (1823–nach 1871), Politiker
- Karl Glaser (1826–1888), Kaufmann und Mitglied des Provinziallandtages der Provinz Hessen-Nassau
- Carl Eduard Ney (1841–1915), Förster und Dichter in pfälzischer Mundart
- Karl Ludwig Gümbel (1842–1911), Pfarrer und Gymnasialprofessor
- Eugen Reiß (1863–1926), Politiker
- Julius Dick (1873–1950), Naturwissenschaftler und Botaniker
- Ludwig Ehrenspeck (1874–1958), Politiker
- Ludwig Roebel (1878–1934), Ingenieur und Erfinder des Roebelstabes
- Hermann Schug (1887–1945), Politiker, Landrat des Landkreises Speyer
- Paul Bauer (1896–1990), nationalsozialistischer Sportfunktionär, Major der Gebirgsjäger
- Hannes Fritz-München (1896–1981), Maler
- Robert Hofmann (1896–1969), Ingenieur und Politiker (NSDAP)
- Fritz Fickeisen (1897–1969), Politiker (SPD)
- Maria Bauer (1898–1995), Lehrerin und Schriftstellerin
- Theodor Acker (1899–1986), Präsident der Bundesbahndirektion Mainz von 1949 bis 1964

### 20. Jahrhundert

#### 1901 bis 1960
- Richard Imbt (1900–1987), Politiker (NSDAP)
- Fritz Benedum (1902–1965), Politiker (KPD)
- Otto Niebergall (1904–1977), Politiker (KPD)
- Hans Keller (1920–1992), Verwaltungsbeamter
- Fritz Wunderlich (1930–1966), Sänger (Tenor)
- Werner Merle (* 1940), Rechtswissenschaftler
- Hans-Peter Keitel (* 1947), Unternehmer
- Margit Conrad (* 1952), Politikerin (SPD)
- Winfried Werner (* 1952), Politiker (SPD)
- Jochen Hartloff (* 1954), Politiker (SPD)
- Thomas Schultheiß (* 1954), Leichtathlet
- Wolfgang Schmid (* 1957), Historiker
- Axel A. Weber (* 1957), Verwaltungsratspräsident der Schweizer Großbank UBS und ehemaliger Bundesbankpräsident
- Stefan Spitzer (* 1959), Politiker (CDU), Bürgermeister der Verbandsgemeinde Kusel-Altenglan
- Antje Lezius (* 1960), Politikerin (CDU)

#### 1961 bis 2000
- Xaver Jung (* 1962), Politiker (CDU)
- Holger Becker (* 1964), Politiker (SPD)
- Bernd Eisenstein (* 1965), Geograph und Betriebswirt
- Hans Werner Moser (* 1965), Fußballspieler
- Stefan Drees (* 1966), Musikwissenschaftler und Hochschullehrer an der Hochschule für Musik Hanns Eisler Berlin
- Rainer Dick (* 1967), Journalist und Autor
- Frank Hinkelmann (* 1967), Kirchen- und Missionshistoriker
- Oliver Kusch (* 1967), Politiker (SPD)
- Andreas Werner (* 1967), Autor im Bereich Online-Marketing
- Fritz Barth (* 1968), Schauspieler
- Achim Seyler (* 1968), Perkussionist
- Jens Bingert (* 1971), Dirigent und Chordirektor
- Alexander Ulrich (* 1971), Politiker (Die Linke, BSW)
- Alfred Hagemann (* 1975), Kunsthistoriker und Philosoph
- Simon Koschut (* 1977), Politikwissenschaftler
- Meiko Reißmann (* 1977), Sänger der Castingband Overground
- Bastian Becker (* 1979), Fußballspieler
- Martin Haller (* 1983), Politiker (SPD)
- Natasha Benner (* 1990), Leichtathletin

## Personen, die vor Ort wirken bzw. gewirkt haben
- Hartwig Bartz (1936–2001), Schlagzeuger des Modern Jazz
- Ludwig Louis Benzino (1827–1895), Politiker, lebte und starb in Kusel
- André Bour, Leichtathlet, startete zeitweise für den LSC Athlon Kusel
- Wilhelm Caroli (1895–1942), katholischer Priester, NS-Opfer, starb im KZ Dachau; 1925/26 Kaplan in Kusel
- Horst Eckel (1932–2021), Fußballspieler und Mitglied der deutschen Nationalmannschaft, die 1954 Fußballweltmeister wurde
- Ludwig Grub (1930–2007), Bildhauer
- Otto Hartloff (1909–1977), Kunsterzieher, Maler
- Winfried Hirschberger (* 1945), Politiker (SPD)
- Siegfried Jonas, Träger des Bundesverdienstkreuzes
- France Kermer (* 1945), französische Malerin, Kunstpädagogin und Autorin
- Wolfgang Kermer (* 1935), em. Professor für Kunstgeschichte, 1971–1984 Rektor der Staatlichen Akademie der Bildenden Künste Stuttgart, Träger des Bundesverdienstkreuzes (1984)
- Miroslav Klose (* 1978), Fußballnationalspieler, lebte in Kusel seit seinem achten Lebensjahr
- Paul Münch (1879–1951), Pfälzer Mundartdichter
- Carl Scharpff (1806–?), Beamter in Kusel, erster Landtagsabgeordneter des Wahlkreises
- Horst Schwab (1935–2017), Maler, Bildhauer
- Michael Seyl (* 1963), Maler, Lichtkünstler
- Frédéric-Henri Walther (1761–1813), französischer General der Kavallerie, starb in Kusel
- Otto Walzel (1919–1991), Politiker (SPD, CDU), zeitweise Mitglied im Stadtrat
- Helmut Wanschap (1911–1987), Maler
- Herman Wirth (1885–1981), Mitgründer der Forschungsgemeinschaft Deutsches Ahnenerbe
- Siegfried Michael Zehendner (1901–1975), Lehrer und Komponist